# Thoracata de Córdoba
La Thoracata de Córdoba es una escultura de estilo romano actualmente expuesta en el Museo Arqueológico de Córdoba, que fue encontrada en la calle Morería de la ciudad de Córdoba, España, en lo que sería el forum novum de Corduba. Data del siglo I y está realizada en mármol blanco. Fue declarada Bien de Interés Cultural en 1993.

## Historia
El contexto histórico de la obra estaría situado en el siglo I, cuando Corduba resurgió de nuevo como una gran ciudad, capital de la Bética, y el emperador Augusto le concedió el título de Colonia Patricia. A partir de ese momento se empiezan a monumentalizar la mayoría de espacios de la ciudad, exhibiendo el nuevo poder imperial recién impuesto. La ciudad, y por ende las murallas, se expande hacia el río y se crea el forum novum, que venía a reemplazar al existente foro colonial, donde habría estado ubicada dicha thorocata. Según algunas estimaciones, sin datos concluyentes, podría representar a Rómulo acudiendo al templo de Júpiter o a Eneas huyendo de Troya, ambos temas que vendrían a reivindicar la perpetuación de poder del nuevo emperador Augusto.
La escultura fue encontrada por Cristóbal Pesquero en el año 1892 en el solar número 5 de la calle Morería, muy cercano a la plaza de las Tendillas, y donde se ubicaría el foro de la ciudad. A mediados del siglo XX, pasó a manos del coleccionista cordobés Enrique Tienda y, posteriormente, a las monjas de la congregación de la Santa Cruz. Finalmente, la Junta de Andalucía adquirió en 2006 esta obra, por un importe total de 273.082 euros y se expuso en el Museo Arqueológico de Córdoba a partir de 2008 tras un proceso de restauración.

## Descripción
Escultura colosal militar romana, ataviada con coraza. Conserva el torso hasta las rodillas, faltándole cabeza y brazos. Lleva el paludamentum o manto sujeto en el hombro derecho por medio de una fíbula, de manera que cae en pliegues sobre el pecho, cubriendo parte de la coraza y recogiéndose sobre el hombro contrario. La coraza se adorna con dos grifos afrontados, con alas, cuerpos felinos, largos cuellos y cabezas cornudas de rasgos leoninos, levantando una de las patas para tocar un nudo del vástago vegetal que sirve de eje de simetría. 
El borde inferior de la coraza dibuja y sigue la línea del bajo vientre, describiendo una amplia curva en la que se desarrolla una palmeta hacia abajo y un par de hojas de acanto vistas de plano y cuyo periciclo coincide con el hoyo umbilical que hace de centro de la composición. De él brotan dos caulículos que se desenvuelven en roleos y decoran la parte baja de la lóriga, por ambos lados, y hacia arriba el vástago vertical que separa los grifos antes descritos. 
Bajo la coraza aparece una túnica de pliegues menudos, ceñidos al cuerpo, semicirculares en la parte delantera y cayendo verticales a partir de los costados. La investigación la propone como una representación de Eneas en su huida de Troya, o una representación de Rómulo, a imagen de las representaciones del Foro de Augusto en Roma. Se adscribe a época Julio-Claudia (primera mitad del siglo I), relacionándose con el uso político de la imagen por parte del emperador Augusto. Se trata de una obra de gran calidad técnica y de importante significación para la Córdoba romana.